# KPMG Trophy
De KPMG Trophy is de Belgische golfwedstrijd die deel uitmaakt van de European Challenge Tour.
De eerste Belgian Challenge Open werd gespeeld in 2006. Het is sindsdien de grootste golfwedstrijd in België. Het toernooi bestaat uit vier rondes, er zijn 156 deelnemers inclusief enkele amateurs, waaronder de winnaar van het Belgisch Internationaal Jeugd Open, ook als dat geen Belg is. Na twee rondes is er een cut.

## Winnaars
| Jaar                   | Baan                                    | Winnaar             | Score          | Score          | Prijzengeld    | Info                                                           |
| Telenet Trophy         | Telenet Trophy                          | Telenet Trophy      | Telenet Trophy | Telenet Trophy | Telenet Trophy | Telenet Trophy                                                 |
| ---------------------- | --------------------------------------- | ------------------- | -------------- | -------------- | -------------- | -------------------------------------------------------------- |
| 2006                   | Limburg G&CC, Houthalen                 | Toni Karjalainen    | 274            | -14            | € 130.000      | Uitslag                                                        |
| 2007                   | Royal Waterloo Golf Club, Lasne         | Nicolas Vanhootegem | 271            | -17            | € 135.000      | Uitslag                                                        |
| 2008                   | Limburg G&CC, Houthalen                 | David Horsey        | 269            | -19            | € 140.000      | Uitslag                                                        |
| 2009                   | Royal Waterloo Golf Club, Lasne         | François Calmels    | 276            | -12            | € 154.000      | Uitslag                                                        |
| 2010                   | Rinkven G&CC, Schilde                   | Lee Slattery        | 267            | -21            | € 150.000      | Uitslag                                                        |
| 2011                   | Royal Waterloo Golf Club, Lasne         | Andrew Tampion      | 282            | -6             | € 160.000      | Uitslag                                                        |
| 2012                   | Royal Golf Club Belgium, Tervuren       | Marco Crespi        | 270            | -14            | € 164.000      | Uitslag                                                        |
| 2013                   | Royal Waterloo Golf Club, Lasne         | Daniel Gaunt        | 273            | -11            | € 160.000      | Uitslag, play-off gewonnen van Wil Besseling                   |
| Belgian Challenge Open |                                         |                     |                |                |                |                                                                |
| 2014                   | Cleydael G&CC, Aartselaar               | William Harrold     | 266            | -18            | € 160.000      | Uitslag, play-off gewonnen van Florian Fritsch                 |
| KPMG Trophy            |                                         |                     |                |                |                |                                                                |
| 2015                   | Golf Club de Pierpont, Les Bons Villers | Jamie McLeary       | 275            | -13            | € 160.000      | Uitslag                                                        |
| 2016                   | Cleydael G&CC, Aartselaar               | Simon Forsström     | 264            | -20            | € 170.000      | Uitslag                                                        |
| 2017                   | Royal Waterloo Golf Club, Lasne         | Martin Wiegele      | 269            | -19            | € 170.000      | Uitslag                                                        |
| 2018                   | L'Empereur Golf Club, Ways              | Pedro Figueiredo    | 262            | -22            | € 180.000      | Uitslag, play-off gewonnen van Stuart Manley en Anton Karlsson |
| 2019                   | Millennium Golfclub, Paal               |                     |                |                | € 185.000      | Livescores                                                     |